# Marcos Antonio Figueroa
Marcos Antonio Figueroa (La Rioja, 1778 - San Fernando del Valle de Catamarca, 29 de abril de 1833) fue un militar y político argentino, líder del partido federal de la provincia de Catamarca.

## Orígenes
Nacido en 1778, hijo del militar español Manuel Antonio Figueroa y Bermúdez y de la riojana María Dolores Sosa y Luna, se incorporó al Ejército del Norte para la guerra de independencia.
Se separó del Ejército tras la revolución de Bernabé Aráoz, a fines de 1819, y fue nombrado comandante militar del oeste de la provincia de Catamarca, con sede en Tinogasta.
En 1821, apoyó la separación de su provincia de la de Tucumán, para lo cual reunió un gran contingente de tropas en Tinogasta.
La Reforma eclesiástica de Rivadavia impulsada por Bernardino Rivadavia afectó profundamente la sensibilidad religiosa de los provincianos, por lo que el partido que lo apoyaba quedó mal parado. Esto le permitió al partido opositor, acaudillado por el doctor Eusebio Gregorio Ruzo, llegar al gobierno en 1822. Solo años más tarde su partido se identificó con los federales, y el contrario con los unitarios.

## El comienzo de la guerra civil en el interior
En julio de 1824, Figueroa fue traicionado por su amigo, el coronel Manuel Antonio Gutiérrez, que le quitó tropas, con las cuales se apoderó del mando de la provincia, derrocando a Ruzo. El caudillo tinogasteño debió repeler un ataque de un oficial del partido de Gutiérrez, para lo cual solicitó ayuda al comandante de armas riojano Facundo Quiroga. Este prefirió mediar entre Gutiérrez y Figueroa, con lo que Gutiérrez fue elegido gobernador, a cambio del nombramiento de Ruzo como diputado para el Congreso Nacional, y del reconocimiento de Figueroa como comandante de todo el oeste. Sin embargo, cuando Figueroa viajó a la capital provincial, Gutiérrez lo arrestó.
Figueroa consiguió escapar y pidió nuevamente ayuda a Quiroga. Mientras tanto, Gutiérrez había conseguido convencer al coronel Lamadrid de derrocar al gobernador tucumano Javier López, y de hacerse nombrar gobernador. Cada partido tenía su aliado, y ambos estaban deseosos de enfrentarse.
Durante unos días, Gutiérrez fue reemplazado por un pariente de Figueroa, pero volvió con una fuerza tucumana, recuperó el poder y fusiló a su enemigo. Poco después, atacó Santiago del Estero.

## Primer gobierno
Quiroga perdió la paciencia y atacó Catamarca, derrotando a Gutiérrez en una batalla en Coneta. Figueroa asumió el gobierno catamarqueño.
A continuación, Quiroga siguió su camino hasta al límite con Tucumán, donde encontró a Lamadrid, que venía en defensa de Gutiérrez, y lo derrotó en la batalla de El Tala, en que Figueroa dirigió una de las alas del ejército federal.
Quiroga se vio obligado a defender su provincia de las fuerzas unitarias de San Juan y se retiró a su provincia. Mientras tanto, Gutiérrez ocupó nuevamente la provincia, con apoyo de Lamadrid, y expulsó a Figueroa, que se refugió en el oeste, donde no podía alcanzarlo el poder del gobernador unitario. Menos aun cuando, semanas más tarde, este fue reemplazado por el intrigante Miguel Díaz de la Peña.
En octubre de 1827, Quiroga invadió nuevamente la provincia en marcha hacia Tucumán e hizo elegir gobernador a Ruzo. Enseguida marchó hacia el norte y volvió a vencer a Lamadrid en Rincón de Valladares, en los últimos días de 1827. Allí luchó Figueroa. En febrero de 1828 murió Ruzo, y Figueroa fue elegido gobernador, además de quedar como el jefe único del partido federal.
Suprimió el cabildo, reemplazándolo por un juzgado en cada departamentos; creó también un juzgado de aguas. Para reordenar las finanzas, sancionó una ley de aduanas, que imponía tributos a los artículos ingresados desde Chile y desde las otras provincias.

## La gran guerra civil
Al producirse la invasión del general José María Paz a Córdoba, a principios de 1830, Figueroa pidió a la legislatura las “facultades extraordinarios”, lo que actualmente se llama estado de sitio. Pero la legislatura se los negó; Figueroa respondió disolviéndola.
Dejó en el gobierno a su hijo Felipe Figueroa, y marchó a unirse al ejército de Facundo Quiroga, a órdenes del cual peleó en la derrota de La Tablada frente a Paz. Antes de que pudiera volver, Catamarca fue invadida a fines de 1829 por los unitarios, que ocuparon la capital y nombraron gobernador a Díaz de la Peña. Felipe Figueroa los expulsó al poco tiempo, mientras su padre ocupaba interinamente la gobernación de La Rioja, por orden de Quiroga. Desde allí se unió al ejército federal que invadió Córdoba, pero fueron derrotados en la batalla de Oncativo. Se vio obligado a huir a Buenos Aires, junto a su jefe, a refugiarse junto al gobernador Juan Manuel de Rosas.

## Segundo gobierno
Se unió a las fuerzas de Quiroga que operaban contra Paz en 1831, después de la batalla de Rodeo de Chacón, por la que el caudillo recuperó el control sobre todo Cuyo. También lo acompañó en el avance hacia su provincia, luchando en la batalla de Coneta, a fines de septiembre, con la cual recuperó la capital y el mando provincial. Repuso la misma legislatura que lo había elegido, y que él mismo había disuelto. Colaboró en la campaña de Quiroga a Tucumán, si bien no estuvo en la batalla de La Ciudadela, en que este venció una vez más a Lamadrid.
En julio de 1832, fue reelecto y llevó como ministro a Pedro Alejandrino Centeno, que más tarde sería gobernador. Apoyó la campaña al desierto, que llevaba como comandante nominal a Quiroga, y envió tropas que se unieron a la división mendocina de José Félix Aldao.
Murió siendo aún gobernador, en mayo de 1833.
Se casó con Magdalena Olmedo y tuvo 5 hijos: Felipe, Manuel del Tránsito, Marquesa, Manuel Antonio y Macedonia.